# Halowe Mistrzostwa Świata w Lekkoatletyce 1993 – skok o tyczce mężczyzn
Skok o tyczce mężczyzn – jedna z konkurencji rozgrywanych podczas halowych mistrzostw świata w lekkoatletyce w 1993. Kwalifikacje odbyły się 12 marca, a finał został rozegrany 13 marca.
Do kwalifikacji zgłoszonych zostało 21 zawodników z 15 państw.
Zawody w tej konkurencji wygrał reprezentant Rosji Rodion Gataullin. Drugą pozycję zajął zawodnik z Kazachstanu Grigorij Jegorow, trzecią zaś reprezentujący Francję Jean Galfione.

## Wyniki

### Kwalifikacje
Źródło: 
Grupa A
| Miejsce | Zawodnik          | Państwo           | Wynik | Uwagi |
| ------- | ----------------- | ----------------- | ----- | ----- |
| 1.      | Daniel Martí      | Hiszpania         | 5,50  |       |
| 1.      | Jani Lehtonen     | Finlandia         | 5,50  |       |
| 3.      | Werner Holl       | Niemcy            | 5,50  |       |
| 4.      | Tim McMichael     | Stany Zjednoczone | 5,50  |       |
| 4.      | Dani Krasnow      | Izrael            | 5,50  | NR    |
| 6.      | Andrea Pegoraro   | Włochy            | 5,50  |       |
| 7.      | Edgar Díaz        | Portoryko         | 5,40  |       |
| 8.      | Heikki Vääräniemi | Finlandia         | 5,30  |       |
| 9.      | Laurens Looije    | Holandia          | 5,30  |       |
| 10.     | Douglas Wood      | Kanada            | 5,30  |       |

Grupa B
| Miejsce | Zawodnik         | Państwo           | Wynik | Uwagi       |
| ------- | ---------------- | ----------------- | ----- | ----------- |
| 1.      | Igor Tradienkow  | Rosja             | 5,50  | [ a ] [ 2 ] |
| 1.      | Jean Galfione    | Francja           | 5,50  |             |
| 1.      | Igor Potapowicz  | Kazachstan        | 5,50  |             |
| 1.      | Greg West        | Stany Zjednoczone | 5,50  |             |
| 1.      | Grigorij Jegorow | Kazachstan        | 5,50  |             |
| 6.      | Rodion Gataullin | Rosja             | 5,50  |             |
| 6.      | Thierry Vigneron | Francja           | 5,50  |             |
| 8.      | Valeri Bukrejev  | Estonia           | 5,50  |             |
| 9.      | Javier García    | Hiszpania         | 5,50  |             |
| 10.     | Simon Arkell     | Australia         | 5,30  |             |
| 11.     | Peter Widén      | Szwecja           | 5,30  |             |

### Finał
Źródło: 
| Miejsce | Zawodnik         | Państwo           | Wynik | Uwagi |
| ------- | ---------------- | ----------------- | ----- | ----- |
| 01 !    | Rodion Gataullin | Rosja             | 5,90  |       |
| 02 !    | Grigorij Jegorow | Kazachstan        | 5,80  |       |
| 03 !    | Jean Galfione    | Francja           | 5,80  |       |
| 4.      | Igor Tradienkow  | Rosja             | 5,80  |       |
| 5.      | Jani Lehtonen    | Finlandia         | 5,65  |       |
| 6.      | Werner Holl      | Niemcy            | 5,65  |       |
| 7.      | Andrea Pegoraro  | Włochy            | 5,65  | NR    |
| 8.      | Greg West        | Stany Zjednoczone | 5,60  |       |
| 9.      | Igor Potapowicz  | Kazachstan        | 5,50  |       |
| 10.     | Javier García    | Hiszpania         | 5,50  |       |
| 10.     | Daniel Martí     | Hiszpania         | 5,50  |       |
| 12.     | Tim McMichael    | Stany Zjednoczone | 5,40  |       |
| 13.     | Dani Krasnow     | Izrael            | 5,40  |       |
| –       | Valeri Bukrejev  | Estonia           | NM    |       |
| –       | Thierry Vigneron | Francja           | NM    |       |